# The Everly Brothers (álbum)
The Everly Brothers es el primer álbum de estudio del dúo de rockabilly The Everly Brothers, al álbum alcanzó la posición n.º 16 en las lista de "Billboard 200" tras el lanzamiento de tres sencillos de éxito. Originalmente en el sello discográfico era Cadence Records, el álbum fue reeditado en LP en 1988 por EMI y en CD en 2000 por Emporio Records.

## Sencillos
"I Wonder if I Care as Much" alcanzó el puesto n.º 2 en la lista de Billboard Pop Singles. "Bye Bye Love" y "Wake Up Little Susie" llegaron a la posición n. º 1 de la lista de "Country Singles" y n.º 2 en la de Pop Singles.
Dos de las canciones de este álbum se incluyeron en la lista de las 500 mejores canciones de todos los tiempos, hecha por la revista Rolling Stone. "Bye Bye Love", en la posición n.º 207, esta canción había sido rechazada por varios músicos tiempo atrás, The Everly Brothers aceptaron grabarla y la lanzaron, y la cual se mantuvo en las listas durante 27 semanas. "Wake Up Little Susie", en la posición n.º 311, fue bastante discutida cuando estuvo prohibida en Boston.

## Lista de canciones
Todas escritas por Don Everly y Phil Everly excepto donde se indica.
1. "This Little Girl of Mine" (Ray Charles)
2. "Maybe Tomorrow"
3. "Bye Bye Love" (Felice Bryant, Boudleaux Bryant)
4. "Brand New Heartache" (Bryant, Bryant)
5. "Keep a Knockin'" (Little Richard)
6. "Be-Bop-A-Lula" (Tex Davis, Gene Vincent)
7. "Rip It Up" (Robert "Bumps" Blackwell, John Marascalco)
8. "I Wonder If I Care as Much"
9. "Wake Up Little Susie" (Bryant, Bryant)
10. "Leave My Woman Alone" (Charles)
11. "Should We Tell Him"
12. "Hey Doll Baby" (Tradicional, Titus Turner)